# Бозелли, Паоло
Паоло Бозелли (итал. Paolo Boselli; 8 июня 1838, Савона — 10 марта 1932, Рим) — итальянский политик и государственный деятель, премьер-министр Италии с 18 июня 1916 года по 29 октября 1917 года.
Паоло родился в городе-порте Савона — административном центре одноимённой провинции в североитальянском регионе Лигурия на побережье Средиземного моря 8 июня 1838 года.
После получения высшего образования, в 1870 году Паоло Бозелли начал свою карьеру в большой политике, когда был избран в парламент Италии от партии консерваторов.
С 17 февраля 1888 года по 6 февраля 1891 года Бозелли был министром просвещения в кабинете министров Франческо Криспи.
Бозелли поддерживал вступление Италии в Первую мировую войну и после ряда военных неудач Антонио Саландра, 18 июня 1916 года в возрасте 78 лет занимает пост премьер-министра.
Однако, Бозелли оказался не особенно способным правителем для военного времени и в октябре 1917 года был вынужден уйти в отставку.
В последующие годы Паоло Бозелли симпатизировал фашизму, с которым он разделял ненависть и отвращение к социализму.
Паоло Бозелли скончался 10 марта 1932 в итальянской столице.